# Splitsko ljeto
Splitsko ljeto je festival, međunarodna glazbeno-scenska manifestacija u Splitu koja obuhvaća dramski, operni, baletni i koncertni program. Uz Dubrovačke ljetne igre, najveći je, najstariji i najreprezentativniji nacionalni kazališni festival koji se održava u ambijentalnim prostorima. Osnivač i vlasnik Splitskog ljeta je Grad Split.

## Povijest

### Osnutak i organizacija
Utemeljeno je 1954. godine kao Splitske ljetne priredbe, na inicijativu Tomislava Tanhofera, Silvija Bombardellija i drugih. Ime mu je 1968. promijenjeno u Splitsko ljeto na inicijativu Marka Foteza. Otvoren je izvedbom komične opere Ero s onoga svijeta Jakova Gotovca. „Zaštitni znak“ festivala postala je opera Aida Giuseppea Verdija na Peristilu Dioklecijanove palače uz originalnu sfingu iz vremena Tutmozisa III. u scenografiji Rudolfa Bunka. 
U početku je organizator festivala bilo Narodno kazalište u Splitu (od 1971. Hrvatsko narodno kazalište u Splitu), potpomognuto drugim gradskim kulturno-umjetničkim ustanovama. Od 1970. do 1978. festival je produkcijski vodila splitska agencija Dalmacijakoncert. Od 1979. godine organizaciju i proizvodnju programa ponovo je preuzelo Hrvatsko narodno kazalište u Splitu. 
Festival se tradicionalno održava od sredine srpnja do sredine kolovoza, rjeđe u samoj kazališnoj zgradi, većinom u nizu splitskih kulturno-povijesnih (mahom otvorenih) lokaliteta kao što su: Peristil Dioklecijanove palače, Meštrovićeve Crikvine-Kaštilac, Galerija Meštrović, Carrarina poljana, podrumi Dioklecijanove palače, Katedrala BD Marije u Nebo uznesene („Sveti Dujam“), Sustipan, Prokurative, ini splitski trgovi i dr. Posljednja tri desetljeća u program Splitskoga ljeta uključuju se i druga dalmatinska mjesta (Trogir, Vis, Stari Grad, Supetar, Sinj, Vrlika).

### Sudionici
U prvim festivalskim godinama osnovni nositelj programa bili su splitsko Kazalište i Splitska filharmonija, uz sudjelovanje uglednih umjetnika iz zemlje i svijeta (Marija Crnobori, Lovro von Matačić, Ernst Märzendorfer, Kurt Adler, Vladimir Habunek, Božidar Violić, Eleanor Steber, Martina Arroyo, Lucilla Udovich, Nada Puttar-Gold, Marijana Radev, Biserka Katušić-Cvejić, Dmitar Uzunov, Gilbert Puy, Vladimir Ruždjak, Enzo Sordello, Tomislav Neralić itd.), a poslije se program proširio i obogatio sudjelovanjem uglednih kazališta i ansambala, te inih kazališnih i glazbenih umjetnika iz Hrvatske i inozemstva. 

### Nagrade
Od 1984. godine dodjeljuje se nagrada za najbolja ostvarenja u dramskom i glazbenom programu. U razdoblju 1984. – 1989. nagrada je nosila ime Marul a dodjeljivao ju je tjednik Danas, a od 1990. preimenovana je u Judita i dodjeljuje je Slobodna Dalmacija. Godine 2000. pridružila joj se i nagrada Peristil.

### Popratne manifestacije
Od 1958. godine u sklopu Splitskog ljeta priređene su i likovne izložbe (slikarske, kiparske, fotografske...), kao i one uže vezane uz kazališne izvedbe (scenografske i kostimografske), a u posebnom programu organiziraju se i poetski recitali, predstavljanja knjiga, tribine i slično. 
U povodu 50. obljetnice Splitskoga ljeta, tiskana je monografija Splitsko ljeto 1954 –2004.
Splitsko ljeto pripada najstarijim i najcjenjenijim hrvatskim kazališnim festivalima značajnih međunarodnih dosega i suradnji. Najboljim predstavama u glazbi i drami dodjeljuje se nagrada Judita dnevnog lista Slobodna Dalmacija.

## Vanjske poveznice
- Splitsko ljeto, službene mrežne stranice